# 吉時
吉時（1476年—？），字惟可，陝西西安府長安縣人，軍籍，明朝政治人物，弘治壬戌進士。曾出使朝鮮。

## 生平
弘治十一年（1498年）陝西鄉試第一名舉人（解元）。弘治十五年（1502年）壬戌科會試第二百五十三名，二甲第二十名進士。選翰林院庶吉士，改給事中。以吏科給事中出使朝鮮。

## 家族
曾祖父吉元善；祖父吉祓，贈府同知；父吉慶，太僕寺卿。前母蕭氏（贈宜人）；母胡氏。慈侍下。兄吉臣（大使）；吉人（前中书舍人）；吉士（義官）；吉占（贡士）。弟吉卜。